# 福基利亚
福基利亚是巴西塞阿拉州的一个市镇。总面积516.988平方公里，总人口20012人，人口密度38.7人/平方公里。